# Boris Oniszczenko
Boris Oniszczenko (ros.), Borys Onyszczenko (ukr.) (ros./ukr. Борис Онищенко; ur. 19 września 1937 w Berezniakach) – radziecki pięcioboista pochodzenia ukraińskiego, trzykrotny medalista igrzysk olimpijskich oraz pięciokrotny mistrzostw świata w pięcioboju nowoczesnym. 

## Skandal w Montrealu
Na igrzyskach w 1976 roku podczas szermierczych zawodów w pięcioboju reprezentant Wielkiej Brytanii Jim Fox zauważył, że Oniszczence zaliczane są trafienia, choć szpada nie trafiła w cel. Brytyjczyk zgłosił protest. Okazało się, że Oniszczenko miał w szpadzie zainstalowany przycisk, który włączał lampkę sygnalizującą trafienie. Po wykryciu oszustwa został zdyskwalifikowany, co oznaczało także wykluczenie ekipy ZSRR z rywalizacji drużynowej. Wydalony nazajutrz z wioski olimpijskiej, powrócił do kraju. Po igrzyskach władze radzieckie poinformowały, że został wezwany przez Leonida Breżniewa na osobistą rozmowę, a następnie zwolniony z armii, ukarany grzywną 5000 rubli i pozbawiony wszystkich wyróżnień sportowych. Pracował później jako taksówkarz w Kijowie.

## Osiągnięcia

### Igrzyska olimpijskie
- – 1972 drużynowo
- – 1968 drużynowo, 1972 indywidualnie

### Mistrzostwa świata w pięcioboju nowoczesnym
- – 1971
- – 1969
- – 1970, 1973, 1974